# ریخته گری شمش ریزی

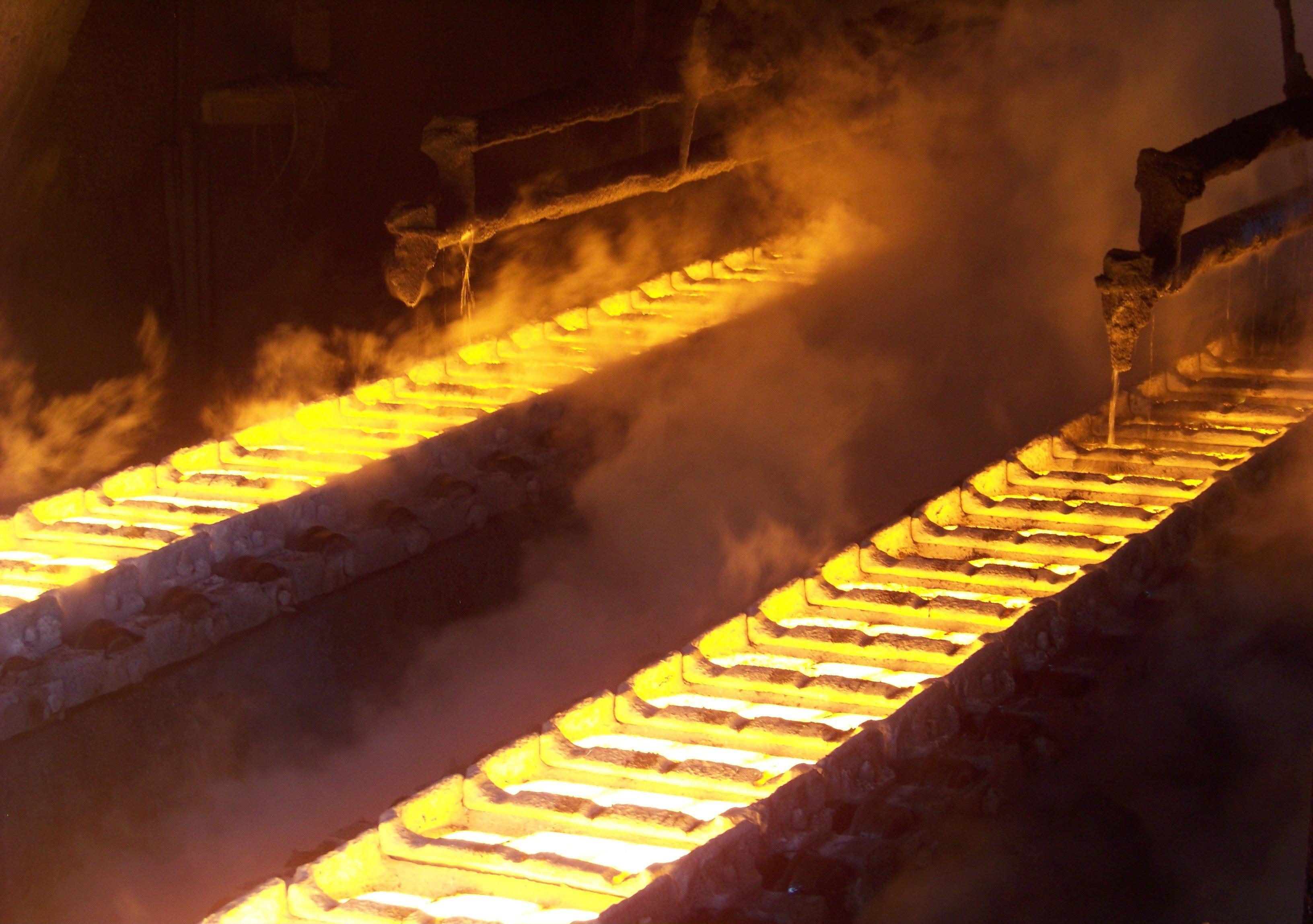

## ریخته‌گری شمش‌ریزی(Ingot Casting)
ریخته‌گری شمش‌ریزی یکی از روش‌های اصلی و متداول تولید فلزات و آلیاژهای صنعتی است که در آن فلز مذاب به قالب‌هایی با ابعاد مشخص ریخته شده و پس از سرد شدن و انجماد، شمش‌هایی با ابعاد و خواص مکانیکی مشخص به‌دست می‌آیند. این فرآیند به دلیل ساده بودن و هزینه کم، به‌ویژه برای تولید در تیراژهای پایین و یا تولید شمش‌های بزرگ، بسیار مورد توجه قرار دارد. شمش‌های تولید شده معمولاً در صنایع فولاد، آلومینیوم و مس استفاده می‌شوند و برای فرآیندهای بعدی مانند نورد، آهنگری، یا ریخته‌گری پیوسته آماده می‌شوند.

## تاریخچه ریخته‌گری شمش‌ریزی
ریخته‌گری شمش‌ریزی به دوران‌های بسیار قدیمی بازمی‌گردد. در تمدن‌های باستانی مانند مصر و بین‌النهرین، از فرآیندهای ابتدایی ریخته‌گری برای تولید اشیای فلزی استفاده می‌شد. در طول انقلاب صنعتی، این فرآیند تکامل یافت و به یکی از اصلی‌ترین روش‌های تولید فلزات تبدیل شد. اختراع قالب‌های فلزی مقاوم و توسعه کوره‌های مدرن باعث بهبود کیفیت و کارایی این روش در قرن نوزدهم و بیستم شد. امروزه ریخته‌گری شمش‌ریزی با تکنولوژی‌های پیشرفته ترکیب شده و همچنان در تولید آلیاژهای خاص و مقادیر زیاد فلزات کاربرد دارد.

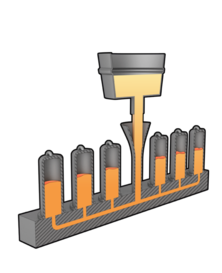

## فرآیند ریخته‌گری شمش‌ریزی
فرآیند شمش‌ریزی شامل چندین مرحله اساسی است:
1. آماده‌سازی مذاب: فلز در کوره‌هایی با دمای بالا ذوب شده و ترکیبات آن برای خواص مکانیکی و شیمیایی مطلوب تنظیم می‌شود.[۴]۲.
2. ریختن مذاب در قالب‌ها: فلز مذاب از طریق نازل‌ها یا جرثقیل‌های مخصوص(پاتیل) به داخل قالب‌های از پیش گرم‌شده ریخته می‌شود.

## انواع قالب‌های شمش‌ریزی
در فرآیند ریخته‌گری شمش‌ریزی، نوع قالب تأثیر مستقیمی بر کیفیت، هزینه و راندمان تولید دارد. بسته به نوع فلز، ابعاد شمش و ویژگی‌های مکانیکی موردنظر، قالب‌ها در سه دسته کلی ماسه‌ای []، فلزی و گرافیتی قرار می‌گیرند. انتخاب قالب مناسب بر اساس عواملی مانند سرعت انجماد، دقت ابعادی، هزینه و نوع کاربرد صورت می‌گیرد. در ادامه، انواع قالب‌های شمش‌ریزی همراه با مزایا، معایب و کاربردهای صنعتی مورد بررسی قرار می‌گیرند.

۱- قالب‌ های ماسه‌ای:
این قالب‌ها از ماسه سیلیسی، ترکیبات ماسه‌ای مخصوص یا ماسه‌های حاوی چسب‌های معدنی و شیمیایی ساخته می‌شوند. به دلیل سهولت تهیه و هزینه پایین، این روش در تولید شمش‌های بزرگ و پیچیده کاربرد گسترده‌ای دارد.
مزایا:

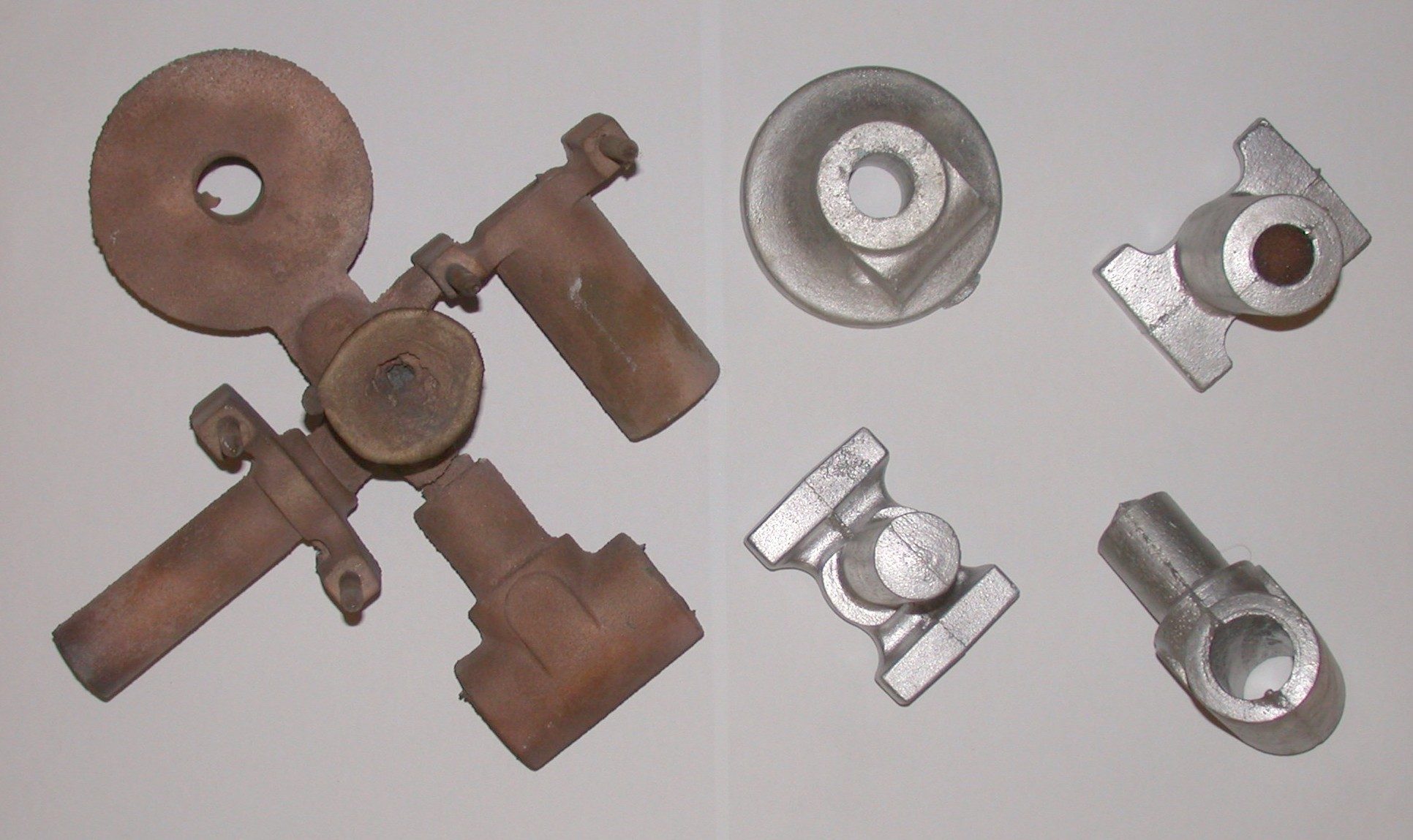
قالب‌های ماسه ای برای ریخته‌گری برنز

- هزینه تولید پایین و انعطاف‌پذیری در طراحی قالب‌ها
- امکان تولید شمش‌های بزرگ با تیراژ بالا
- قابلیت بازیافت ماسه در برخی روش‌ها
معایب:
- یک‌بارمصرف بودن قالب‌ها که موجب افزایش زمان  تولید می‌شود.
- زبری سطح شمش که ممکن است نیاز به  ماشین‌کاری داشته باشد.

کاربردهای صنعتی:

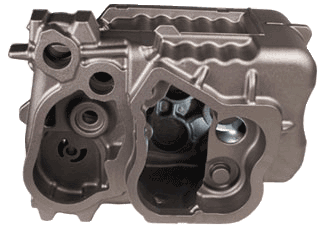
پوسته‌ی چدنی گیربکس

- ریخته‌گری فولاد: تولید شمش‌های بزرگ برای صنایع ساختمانی
- ریخته‌گری چدن: تولید قطعات موتورهای دیزلی و سنگین
- ریخته‌گری فلزات غیرآهنی: تولید شمش‌های برنز و آلیاژهای مسی
۲- قالب‌ های فلزی:
این قالب‌ها از  چدن،  فولاد یا آلیاژهای مقاوم به حرارت ساخته شده و معمولا در تولید شمش‌های فولادی، آلومینیومی و مسی استفاده می‌شوند. سرعت انجماد در این روش بالاتر بوده و کیفیت سطحی بهتری نسبت به قالب‌های ماسه‌ای دارد.
مزایا:
- دوام بالا و امکان استفاده مجدد در چندین چرخه تولید 
-سرعت بالای انجماد که موجب بهبود خواص مکانیکی شمش می‌شود.
معایب:
- هزینه اولیه بالا به دلیل نیاز به تجهیزات پیشرفته
-محدودیت ابعادی در تولید شمش‌های بسیار بزرگ
- احتمال ترک‌خوردگی قالب به دلیل به‌وجود آمدن تنش‌های حرارتی
کاربردهای صنعتی:
- تولید شمش‌های آلومینیومی در صنعت خودروسازی
- ریخته‌گری شمش‌های مسی برای صنایع الکترونیک
۳- قالب‌ های گرافیتی:
این قالب‌ها از گرافیت فشرده ساخته شده و در تولید شمش‌های فلزات گران‌بها مانند طلا، نقره، پلاتین و همچنین آلیاژهای خاص مانند تیتانیوم استفاده می‌شوند. مقاومت حرارتی بالا و خواص غیرواکنشی گرافیت آن را به گزینه‌ای مناسب برای تولید شمش‌های خاص تبدیل کرده است.
مزایا:
- مقاومت حرارتی بالا و پایداری حتی در دماهای بسیار زیاد
- کنترل بهتر فرآیند انجماد و کاهش تنش‌های داخلی
- عدم واکنش شیمیایی با فلز مذاب، که باعث حفظ خلوص فلز می‌شود.
معایب:

- هزینه تولید بالا نسبت به سایر قالب‌ها
- فرسایش سریع‌تر در دماهای بسیار بالا
- شکنندگی بالاتر نسبت به قالب‌های فلزی
کاربردهای صنعتی:
- ریخته‌گری شمش‌های طلای خالص در صنعت جواهرسازی[]
- تولید شمش‌های تیتانیوم برای هوافضا و پزشکی
- ساخت قطعات خاص در صنایع نیمه‌هادی و الکترونیک
۳.خنک‌سازی و جامد شدن: قالب‌ها اجازه می‌دهند فلز مذاب به‌آرامی خنک شده و ساختار بلوری مناسب شکل بگیرد.
۴.برداشتن شمش از قالب: پس از جامد شدن، شمش‌ها از قالب جدا شده و به بخش‌های دیگر انتقال داده می‌شوند.
۵.تمیزکاری و عملیات حرارتی نهایی: سطح شمش‌ها برای حذف ناخالصی‌ها تمیز شده و عملیات حرارتی برای بهبود خواص انجام می‌شود.

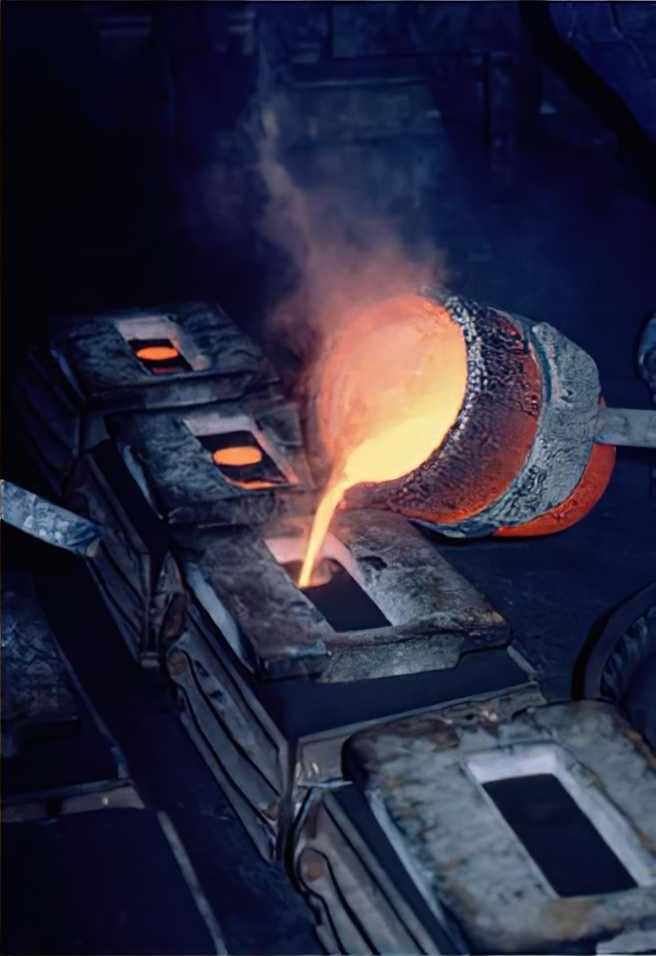

## مزایا و معایب ریخته‌گری شمش‌ریزی
مزایا:
- هزینه کمتر تولید: این فرآیند در مقایسه با روش‌های پیشرفته‌تر مانند ریخته‌گری پیوسته هزینه کمتری دارد و به تجهیزات پیچیده نیاز ندارد.[۱]
- انعطاف‌پذیری در آلیاژها: می‌توان از آلیاژهای مختلف برای تولید شمش‌ها استفاده کرد، زیرا محدودیت خاصی در ترکیب شیمیایی مذاب وجود ندارد.
- قابلیت تولید در اندازه‌های متنوع: ریخته‌گری شمش‌ریزی امکان تولید شمش‌هایی با ابعاد و حجم‌های مختلف را فراهم می‌کند.

معایب:
- کیفیت پایین‌تر محصول نهایی: شمش‌های تولیدشده ممکن است دارای عیوب ساختاری مانند حفره‌های انقباضی و ترک‌های داخلی باشند.[۴]
- زمان‌بر بودن فرآیند: خنک‌سازی و جامد شدن فلز مذاب در قالب‌های مستقل زمان بیشتری نسبت به روش‌های مدرن می‌برد.
- عدم یکنواختی در ساختار بلوری: به دلیل نرخ خنک‌سازی متفاوت در بخش‌های مختلف قالب، ممکن است ساختار بلوری نهایی یکنواخت نباشد.

## فرآیند ریخته‌گری شمش فولادی:
در فرآیند ریخته‌گری شمش فولادی، پس از ریختن فلز مذاب در قالب، دیواره‌ها و کف قالب به‌عنوان سطوح خنک‌کننده عمل کرده و به سرعت حرارت را از مذاب جذب می‌کنند. این انتقال حرارت موجب شکل‌گیری یک لایه جامد در سطح داخلی قالب می‌شود که به آن پوسته انجمادی گفته می‌شود. ضخامت این پوسته معمولاً با گذشت زمان به‌صورت تابعی از ریشه دوم زمان و ضریبی وابسته به خصوصیات حرارتی و هندسی سیستم رشد می‌کند. کنترل دقیق نرخ انجماد، سرعت پر شدن قالب و شرایط گرادیان حرارتی، نقش مهمی در جلوگیری از بروز عیوبی همچون مک‌های انقباضی، جدایش ترکیبی و ترک‌های حرارتی دارد.
با افزایش ضخامت پوسته، سطح مذاب در مرکز قالب به‌تدریج کاهش می‌یابد، زیرا چگالی فولاد جامد (۷٫۸۶ g/cm³) از چگالی فولاد مایع (۷٫۰۶ g/cm³) بیشتر است. این اختلاف چگالی موجب شکل‌گیری حفره‌ای در قسمت بالایی شمش می‌شود. این حفره در صورت اکسید شدن به علت تماس با هوا، در مراحل نورد گرم جوش نخواهد خورد و باید از شمش جدا گردد، که این موضوع باعث هدررفت مواد اولیه می‌شود.
برای کاهش عمق این حفره، معمولاً تلاش می‌شود که بخش بالایی شمش برای مدت بیشتری در حالت مذاب باقی بماند. این امر از طریق افزودن سرپوش‌های دیرگداز عایق‌دار و نیز پودرهای گرمازا امکان‌پذیر است. همچنین، در برخی 
موارد، پس از شکل‌گیری پوسته اولیه، مقدار بیشتری فولاد مذاب به قالب افزوده می‌شود تا کاهش سطح جبران گردد.

## فرآیند ریخته‌گری شمش آلومینیومی:

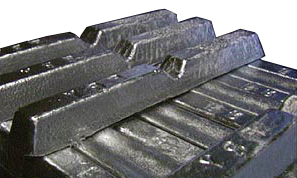
شمش‌های آلومینیومی

در فرآیند ریخته‌گری شمش‌های آلومینیوم، معمولاً از قالب‌های فلزی پیوسته یا نیمه‌پیوسته استفاده می‌شود که در آن‌ها مذاب آلومینیوم به‌صورت کنترل‌شده به درون قالب‌های افقی یا عمودی هدایت می‌گردد. سیستم‌های ریخته‌گری مدرن آلومینیوم علاوه بر انتقال دقیق مذاب، شامل تجهیزات خنک‌کاری، نوار نقاله و سامانه‌های تخلیه خودکار می‌باشند که امکان تولید پیوسته شمش‌های آلومینیوم به اشکال مختلفی مانند مکعبی، میله‌ای و گرانولی را فراهم می‌کنند.
به‌منظور بهینه‌سازی فرآیند و افزایش کیفیت نهایی شمش‌ها، ماشین‌آلات مجهز به پودرهای ضد اکسیداسیون و عایق‌های حرارتی در بالای قالب هستند تا فرآیند انجماد یکنواخت‌تر و بدون ایجاد حفره صورت گیرد. در خطوط تولید پیشرفته، پس از انجماد، شمش‌ها به‌طور خودکار جداسازی، مرتب‌سازی و روی‌هم‌چینی می‌شوند. این سیستم‌ها به‌ویژه در صنایع بازیافت آلومینیوم و تولید مجدد مواد خام کاربرد دارند.

## نقص‌های ناشی از انقباض:

Shrinkage in casting

در فرآیند ریخته‌گری، یکی از رایج‌ترین عیوب، نقص‌های ناشی از انقباض است که معمولاً در اثر کمبود تغذیه مناسب حین انجماد فلز به وجود می‌آید. در مرحله انجماد، به دلیل تفاوت چگالی فلز مایع و جامد، حجم فلز کاهش یافته و در صورت عدم جبران این کاهش با فلز مذاب، حفره‌هایی به شکل خطی یا دندانه‌دار(دندریت) در نواحی مختلف قطعه ظاهر می‌شود. این حفره‌ها به دو دسته کلی تقسیم می‌شوند: عیوب انقباضی باز که با هوا در تماس هستند و شامل پدیده‌هایی نظیر چروکیدگی سطحی یا ناودانی شدن سطح قطعه می‌شوند؛ و عیوب انقباضی بسته یا تخلخل انقباضی که درون قطعه ایجاد می‌شوند. نوع دوم معمولاً در نواحی موسوم به نقاط گرم (hot spots) تشکیل شده و اگر این نواحی خنک نشوند، حباب‌های گازی یا ناخالصی‌ها می‌توانند به‌عنوان هسته‌ای برای تشکیل این حفرات عمل کنند. از منظر ریزساختاری، این عیوب به دو گروه ماکروتخلخل (قابل مشاهده با چشم) و میکروتخلخل (نیازمند بررسی با میکروسکوپ) تقسیم می‌شوند. شناخت و کنترل دقیق این فرآیند، نقش مهمی در افزایش کیفیت نهایی قطعه دارد.

## ریخته‌گری منیزیم(بازیافت منیزیم):

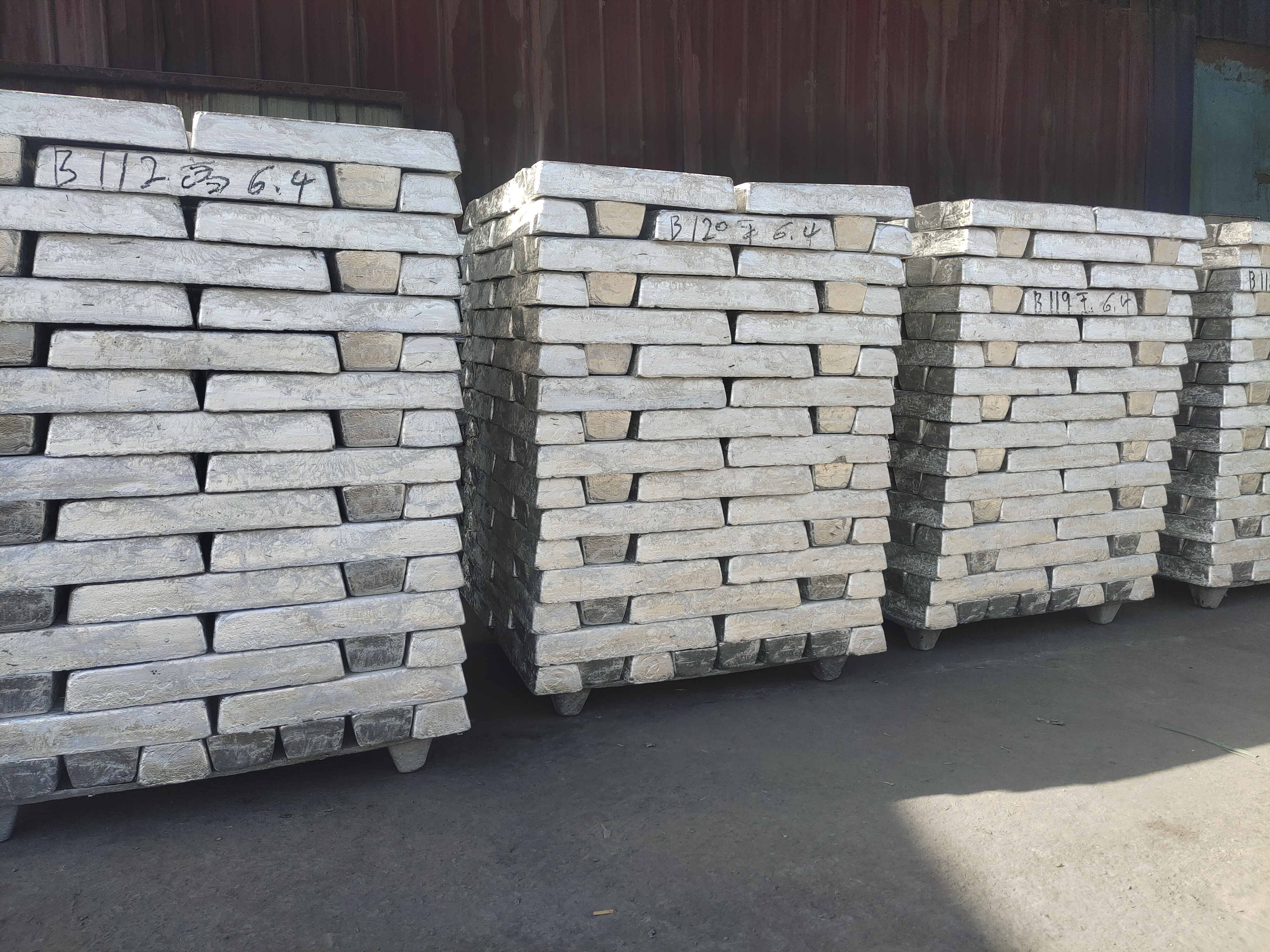
شمش منیزیم

در فرآیند ریخته‌گری شمش منیزیم، ابتدا ضایعات منیزیم ذوب شده و سپس به داخل قالب ریخته می‌شود. ذوب ضایعات منیزیم معمولاً در کوره‌های کنترل شده انجام می‌شود تا دما به درستی حفظ شود، زیرا منیزیم در دماهای بالا بسیار واکنش‌پذیر است. در هنگام ریختن، ناخالصی‌ها نظیر سرباره، اکسیدها و مواد زائد از سطح فلز مذاب جمع‌آوری و حذف می‌شوند تا از خلوص بالای محصول نهایی اطمینان حاصل شود. قالب‌هایی که برای این فرآیند استفاده می‌شوند معمولاً از موادی ساخته می‌شوند که توانایی تحمل دماهای بالا را دارند، مانند گرافیت یا قالب‌های فلزی با پوشش‌های مقاوم به حرارت.
پس از ریختن منیزیم مذاب، این فلز در قالب جامد شده و به شمش‌های منیزیمی تبدیل می‌شود که پس از سرد شدن از قالب خارج می‌گردند. یکی از مزایای مهم بازیافت منیزیم، کاهش قابل توجه مصرف انرژی در مقایسه با تولید اولیه منیزیم است. با استفاده از ضایعات، فرآیند به طور چشمگیری تأثیرات زیست‌محیطی و هزینه‌های مواد را کاهش می‌دهد و این رویکرد را به گزینه‌ای پایدارتر برای تولید منیزیم تبدیل می‌کند. کیفیت شمش نهایی بازیافتی به ترکیب ضایعات بستگی دارد، بنابراین تفکیک و پاکسازی ضایعات پیش از ذوب بسیار اهمیت دارد. با این حال، آلودگی از مواد غیر فلزی یا فلزات دیگر می‌تواند منجر به بروز عیوبی در شمش‌های ریخته‌گری شده شود، مانند حفره‌ها یا شکنندگی که ممکن است نیاز به فرآیندهای تصفیه اضافی داشته باشد.
بازیافت منیزیم در صنایعی همچون خودروسازی، هوافضا و الکترونیک کاربرد گسترده‌ای دارد، جایی که از آلیاژهای منیزیمی برای تولید قطعات سبک و مقاوم استفاده می‌شود. کارآمدی فرآیند بازیافت نقش مهمی در تأمین نیازهای فزاینده این صنایع ایفا کرده و همزمان وابستگی به تولید اولیه منیزیم که شامل استخراج و تصفیه معادن منیزیم است را کاهش می‌دهد.